# The Divine Conspiracy
The Divine Conspiracy is het derde volledige album van de Nederlandse metalband Epica. Het album kwam in Amerika uit op 28 augustus 2007, in Duitsland op 7 september en in de rest van Europa op 10 september.

## The Embrace That Smothers
Op dit album vervolgt Mark Jansen de verzameling nummers die "The Embrace That Smothers" vormen. De eerste delen hiervan zijn te vinden op het After Forever-debuutalbum Prison of Desire (2000) en op Epica's debuut The Phantom Agony (2003). Deze nummers gaan over de gevaren van georganiseerde religies.

## Tracklist
1. Indigo - prologue - 2:05
2. The Obsessive Devotion - 7:13
3. Menace of Vanity - 4:13
4. Chasing the Dragon - 7:40
5. Never Enough - 4:47
6. La'petach Chatat Rovetz - the last embrace - 1:46
7. Death of a Dream - the Embrace that Smothers ~ Part VII - 6:03
8. Living a Lie - the Embrace that Smothers ~ Part VIII - 4:56
9. Fools of Damnation - the Embrace that Smothers ~ Part IX - 8:41
10. Beyond Belief - 5:25
11. Safeguard to Paradise - 3:46
12. Sancta Terra - 4:57
13. The Divine Conspiracy - 13:56
14. Higher High (Bonus Track) - 5:27
15. Replica (Fear Factory cover) (Bonus Track) - 4:10
16. Safeguard to Paradise (Piano version) (Bonus Track) - 3:46

## Versies
- The Divine Conspiracy Jewelcase Versie
- The Divine Conspiracy Limited Edition Digipack
- The Divine Conspiracy Deluxe Limited Edition Digipack (met bonus-cd)
- The Divine Conspiracy 2 LP Picture Disk (beperkte oplage van 1000 stuks)

## Extra
- Op 10 augustus 2007 verscheen er een ingekorte versie van "Never Enough" als single, met een ingekorte versie van "Chasing the Dragon" als B-track.
- Op 27 juni 2008 verscheen de ingekorte versie van "Chasing the Dragon" ook als single, met Epica's cover versie van Fear Factory's "Replica" als B-track.
- In 2009 nam de Nederlandse urban cross-over metal band Bagga Bownz, voor Assassin's Creed, een remix op van Sancta Terra. Deze track werd uiteindelijk niet voor het spel gebruikt, maar verscheen wel op Epica's in datzelfde jaar uitgebrachte Jägermeister Memory Stick.